# 1997 في إسبانيا
فيما يلي قوائم الأحداث التي وقعت خلال عام 1997 في إسبانيا.

## سياسة

### تعيين في المنصب
- 18 نوفمبر – مانويل فراغا عضو برلمان منطقة غاليسيا  [لغات أخرى]‏.

### انتهاء فترة المنصب
- 20 يوليو – أرتور ماس Minister of Territory and Sustainability of Catalonia ‏.
- 26 أغسطس – مانويل فراغا عضو برلمان منطقة غاليسيا  [لغات أخرى]‏.
- 28 أكتوبر – اميليو بيريز عضو مجلس النواب الإسباني  [لغات أخرى]‏.

## رياضة
- 1 يناير – بطولة العالم لسباق الدراجات على الطريق 1997
- 1 يناير – جائزة كتالونيا الكبرى للدراجات النارية 1997
- 1 يناير – طواف إسبانيا 1997
- 1 يناير – كأس السوبر الأوروبي 1997

## أفلام
من الأفلام التي صدرت هذه السنة في إسبانيا:
- 1 يناير – افتح عينيك من إخراج أليخاندرو آمينابار.

## مواليد

### يناير
- 1 يناير – توني مارتينيز لاعب كرة قدم إسباني.
- 2 يناير – كارلوس سولير لاعب كرة قدم إسباني.[1]
- 5 يناير – خيسوس فاييخو لاعب كرة قدم إسباني.[2]
- 9 يناير – أدريان مارين غوميز لاعب كرة قدم إسباني.[3]

### مارس
- 10 مارس – آنا كاراسكو متسابقة دراجات نارية إسبانية.[4]
- 10 مارس – أنجيلا سالفادوريس لاعبة كرة سلة إسبانية.

### أبريل
- 5 أبريل – بورخا مايورال لاعب كرة قدم إسباني.[5][5]
- 17 أبريل – خورخي ميريه لاعب كرة قدم إسباني.[6]

### مايو
- 5 أبريل – بورخا مايورال لاعب كرة قدم إسباني.[5][5]

### يوليو
- 9 يوليو – كريستيان ريفيرا هيرنانديز لاعب كرة قدم إسباني.[7]

### سبتمبر
- 1 سبتمبر – خوان مير متسابق دراجات نارية إسباني.

### ديسمبر
- 16 ديسمبر – ماركوس راميريز[8]

## وفيات

### مايو
- 10 مايو – خاسينتو كينكوسيس (مواليد 1905) لاعب كرة قدم إسباني.[9]

### سبتمبر
- 6 سبتمبر – سالفادور أرتيغاس (مواليد 1913) لاعب كرة قدم.